# Евангелический колледж Маккензи в Паране
Евангелический колледж Маккензи в Паране — частное высшее учебное заведение, расположенное в Куритибе, Парана, Бразилия. Основанное в 1968 году, предлагает программы обучения в аспирантуре и докторантуре в области здравоохранения. Госпиталь Евангелического колледжа Маккензи в Паране, основанный в 1959 году, рассчитан на 475 коек и является учебной больницей колледжа.

## История
Евангелический колледж Маккензи в Паране был основан в 1968 году после того, как планы доктора Дэниела Эгга по созданию новой медицинской школы были представлены Госпиталю Евангелического университета Маккензи, который, объединившись с Благотворительным евангелическим обществом и политиками, реализовал их. На курс 1974 года было принято 45 студентов.
Лекции начались 2 января 1969 года и проходили в первом здании колледжа, в Аламеда-Принцеса-Изабель, где в настоящее время располагается педиатрическое отделение госпиталя Евангелического университета Маккензи.
В 1987 году преподавателями и студентами колледжа был организован первый выпуск «Conclave Científico dos Acadêmicos de Medicina» — «CONCIAM» (Научный конгресс студентов-медиков).
В 1994 году учреждение разработало и внедрило несколько новых курсов последипломного образования «в строгом смысле» и «в широком смысле», которые в настоящее время поддерживают партнерские отношения с Бостонской детской больницей и Бригамской женской больницей. Кроме того, в том же году учреждение открыло здание «Instituto de Pesquisas Médicas» – «IPEM» (Институт медицинских исследований), расположенное рядом с больничными помещениями.
На 31-й годовщине колледжа (2000) учреждение было переименовано в Евангелический колледж Параны. В следующем году, после расширения курса медицины и создания новых программ выпуска, потребность в строительстве нового здания возросла. Таким образом, в 2004 году было возведено новое здание по адресу Rua Padre Anchieta, 2770, где колледж и находится по сей день.
27 сентября 2018 года колледж и больница были приобретены Пресвитерианским институтом Маккензи, который переименовал оба учреждения в Mackenzie Evangelical College of Paraná и Mackenzie Evangelical University Hospital соответственно.
В 2021 году курс медицины был аккредитован Системой аккредитации медицинских вузов (SAEME), разработанной Федеральным советом по медицине Бразилии.

## Научный конгресс студентов-медиков
Научный конгресс студентов-медиков (Conclave Científico dos Acadêmicos de Medicina – CONCIAM) – это мероприятие, созданное профессорами и студентами Евангелического колледжа Маккензи в Паране, на котором лекции и научные исследования представляются в течение 4 последовательных дней. Его первое издание было представлено в 1987 году и с тех пор проводится ежегодно.